# De Rand (Tholen)
De Rand is een buurtschap in de Nederlandse gemeente Tholen (provincie Zeeland), aan de Randweg, direct ten noorden van Scherpenisse . Tot 1971 maakte het plaatsje deel uit van de gemeente Poortvliet. De Rand telt slechts een handvol gebouwen.
Steden: Sint-Maartensdijk · Tholen

Dorpen: Anna Jacobapolder · Oud-Vossemeer · Poortvliet · Scherpenisse · Sint-Annaland · Sint Philipsland · Stavenisse

Buurtschappen: Botshoofd · De Sluis · Gorishoek · Malland · Molenvliet · Molenwerf · Mosselhoek · Onder de Molen · Oud Kerkhof · Oudeland · De Rand · Rijkebuurt · Schoondorp · Steenenkruis · Strijenham · Westkerke

Zeeland: Steden en dorpen in Zeeland      Nederland: Provincies · Gemeenten